# Solin
Solin je grad u Hrvatskoj koji administrativno pripada Splitsko-dalmatinskoj županiji.

## Zemljopisni položaj
Solin se nalazi u središnjoj Dalmaciji, sjeveroistočno od Splita, s kojim je urbanistički srastao. Solin je samostalna lokalna jedinica, ima status grada. Okružen je planinama Kozjak i Mosor, a kroz njega protječe rijeka Jadro.

## Povijest
Solin je prvotno postojao pod imenom Salona i bio je grčka kolonija osnovana u 3. st. pr. Kr., a zatim i rimska. O salonitanskoj prošlosti postoji uistinu mnogo podataka i mogle bi se ispisati stranice, no da se shvati veličina Salone, dovoljno je reći nekoliko činjenica. Salona je imala 60 000 stanovnika i bila je četvrti po veličini grad u Rimskome Carstvu. Bila je središte provinicije Ilirik, a kasnije i nadbiskupsko središte ovih krajeva. Prvi solinski biskup, bio je sv. Dujam. O padu Salone postoje dvije teorije. Prva, koja se nalazi u djelu Historia Salonitana Tome Arhiđakona, jest da je Salona pala pod navalom Slavena i Avara u 7. stoljeću, druga teorija, koju podupire novija historiografija i arheologija jest da je Salona tijekom ranog srednjeg vijeka izgubila na važnosti zbog svoje veličine i položaja neprimjernog životu tadašnjeg stanovništva. Još i dan danas traju iskapanja nekad veličanstvenog grada, koji je bio značajan i u starohrvatskoj i starokršćanskoj povijesti. On se navodi kao mjesto prvih pokrštavanja Hrvata te se rijeka Jadro koja protječe Solinom navodi kao „hrvatski Jordan”. U bazilici Sv. Petra i Mojsija okrunjen je hrvatski kralj Zvonimir, a kraljica Jelena Slavna je podigla dvije crkve, na čijem mjestu se današnja crkve Gospe od Otoka te je najstarije marijansko svetište u Hrvata, te mjesto posjeta pape Ivana Pavla II. 4. listopada 1998.
Značaj Salone je upravo to što većina Salone nije pod Solinom kao što je to slučaj u drugim gradovima te se još mnogo toga nalazi pod zemljom samo zbog nedostatka svijesti, ljudi i novca. No, nedavno je pokrenuta ideja da se pokuša staviti Salonu pod zaštitu UNESCO-a, u nadi da će se tako sačuvati taj znamenit antički lokalitet.

## Administracija i politika
Solin ima status grada i trenutno je 21. u Hrvatskoj po broju stanovnika. Vlast obnaša koalicija političkih stranaka HDZ i HSP.
U sastavu Solina nalazi se 8 mjesnih odbora:
- Centar
- Kučine
- Mravince
- Priko vode
- Rupotina
- Srednja strana
- Sveti Kajo
- Vranjic

## Gospodarstvo
Solin se počeo snažno gospodarski razvijati u drugoj polovici prošlog stoljeća. Nositelj doseljavanja stanovništva i pokretanja cijelog niza djelatnosti bila je proizvodnja cementa. U Solinu se nalaze dvije cementare tvrtke Dalmacijacement (10. kolovoz), najvećeg proizvođača cementa u Republici Hrvatskoj. Iako proklamirani zaštitnici okoliša, povremenim nepoštivanjem ekoloških propisa predstavljaju rizik za zdravlje okolnog stanovništva. Najveću ekološku opasnost pak predstavlja tvornica azbestnih proizvoda Salonit, smještena u solinskom naselju Vranjicu, za čije se zatvaranje zalaže lokalna sredina. U istom je naselju smješteno i remontno brodogradilište "Viktor Lenac" te Jadranska pivovara.
Također, u Solinu se nalazi i središte poslovne jedinice Ine za ovaj dio Dalmacije, koje se sastoji od administrativnog i skladišnog dijela te lučkog terminala za prekrcaj naftnih derivata. U Solinu se nalaze i punionica pića Coca Cola te tvornica Ad plastik, poznata po proizvodnji jedrilica i auto dijelova. Zbog blizine grada Splita ovdje su se smjestili i veliki prodajni centri, autosaloni i slični uslužno-trgovački objekti. Poduzetništvo u odnosu na okruženje nije snažnije razvijeno. Turizam, koji zbog povijesne baštine ima potencijala, je slabo razvijen.

## Demografija
Solin rast stanovništva kroz posljednjih stotinjak godina duguje različitim čimbenicima. U početku se radilo o priljevu stanovništva vezano uz razvoj industrije cementa u samom gradu. Grad je u tom periodu narastao s par tisuća stanovnika na desetak tisuća stanovnika. U idućem periodu, od 80-ih godina 20. stoljeća, cijena građevinskog zemljišta u Splitu tjera investitore da ulažu u stanogradnju u Solinu. Zajedno s gradnjom bespravnih obiteljskih kuća, na koju vlast zatvara oči, to dovodi do brojke od petnaestak tisuća stanovnika početkom 1990-ih. Kako se i u samostalnoj Hrvatskoj nastavljaju isti trendovi, grad dolazi do 19 tisuća stanovnika po zadnjem popisu 2001. 
Naglo povećanje broja stanovnika u zadnjih 15 godina dovelo je do niza problema s infrastrukturom (s odvodnjom fekalija, u elektroenergetskoj mreži, s neuvjetnim prometnicama i sl.) te s nedostatkom odgojno-obrazovnih ustanova.

### Popis 2011.
Prema popisu stanovništva 2011. godine grad Solin je imao 23.926 stanovnika, od čega 98,46 % čine Hrvati. Po vjerskom opredjeljenju većinu od 94,61 % čine pripadnici katoličke vjere.

### Popis 2001.
Prema popisu stanovništva 2001. godine grad Solin je imao 19.011 stanovnika, od čega 98,05 % čine Hrvati. Po vjerskom opredjeljenju većinu od 96,10 % čine pripadnici katoličke vjere.

### Popis 1991.
| broj stanovnika | 1878  | 2169  | 2203  | 2302  | 2862  | 3710  | 4017  | 5515  | 4402  | 4520  | 6298  | 11984 | 13980 | 15410 | 19011 | 23926 | 24862 |
|                 | 1857. | 1869. | 1880. | 1890. | 1900. | 1910. | 1921. | 1931. | 1948. | 1953. | 1961. | 1971. | 1981. | 1991. | 2001. | 2011. | 2021. |

| broj stanovnika | 866   | 1739  | 1054  | 1235  | 1599  | 2110  | 2396  | 3289  | 1971  | 1954  | 3588  | 9137  | 11176 | 12575 | 15850 | 20212 | 20996 |
|                 | 1857. | 1869. | 1880. | 1890. | 1900. | 1910. | 1921. | 1931. | 1948. | 1953. | 1961. | 1971. | 1981. | 1991. | 2001. | 2011. | 2021. |

## Obrazovanje
U Solinu se nalaze četiri osmogodišnje osnovne škole: "Don Lovre Katića" na Bilankuši, u centralnom dijelu grada, "Vjekoslav Parać" u Sv. Kaju, zapadnom dijelu Solina, "Kralj Zvonimir" u naselju Ninčevići te "Kraljica Jelena" na Japirku. U rubnim gradskim naseljima nalazi se nekoliko područnih, četverogodišnjih škola. 

## Znanost
U Solinu je sjedište Astronomskog Centra Salona, znanstveno-istraživačkog društva koje svojim uspješnim projektima privlači sve više mladih. ACS je osnovan 2008. godine s idejom organiziranja aktivnosti usmjerenih općem prihvaćanju i širenju spoznaje iz područja astronomije, obrazovanja mladeži za korišenje astronomske opreme, poticanja mladih na istraživački i znanstveni rad te okupljanja svih zainteresiranih za područje astronomije i zaštitu neba od svjetlosnog onečišćenja. Članovi ACS-a su višestruki državni prvaci u astronomiji te sudionici raznih nacionalnih i međunarodnih natjecanja. Najznačajnija je brončana medalja Ane Bacelj na međunarodnoj astronomskoj olimpijadi u Ukrajini.
UNESCO i Međunarodni astronomski savez (IAU) proglasili su 2009. godinu Međunarodnom godinom astronomije i tim povodom ACS izlazi u javnost s projektom '100 sati astronomije u Solinu". Kroz tri dana na području Solina i okolice su se održala javna, dnevna i noćna, astronomska promatranja, radionice za sve uzraste s različitom astronomskom tematikom, astronomskih predavanja poznatih znanstvenika i astronoma s PMF-a, Astronomske sekcije – Fizikalnog društva Split i ACS-a. Također u Domu kulture Zvonimir u Solinu je postavljena izložba astrofotografija i astronomskih skica poznatih hrvatskih astronoma amatera, izložba 'Svjetlosno onečišćenje u našem mistu' u organizaciji Astronomske sekcije - FDST  Arhivirana inačica izvorne stranice od 5. rujna 2011. (Wayback Machine) te izložba učeničkih radova na temu svemira.
Uspješnim provođenjem projekta '100 sati astronomije', u Solinu, Splitu, Omišu i Podstrani, ACS zajedno s Astronomskom sekcijom – FDST provodi još jedan uspješan projekt, sličnog sadržaja, pod nazivom 'Galilejeve noći'.
Danas ACS djeluje u suradnji s drugim srodnim organizacijama te državnim ustanovama kroz različite edukativne programe, predavanja, promatranja, seminare i radionice.
Rad Astronomskog Centra Salona zasigurno stavlja Solin na kartu područja velike astronomske aktivnosti i to će uvelike pomoći za razvoj ove grane znanosti u gradu i u regiji.

## Kultura i šport
U Solinu djeluju mnogi ansambli i kulturno-umjetnička društva: klapa Solin, mažoretkinje, gradska glazba "Zvonimir", muška klapa Vokalisti Salone, ženska klapa Tamarin, pučki pivači "Gospe od otoka", mješovita klapa Kud Zvonimir, brojne druge ženske i muške klape, folklorno društvo "Salona", mandolinski orkestar "Ad Libitum", gimnastički klub "Salto" i još drugih. Svi oni često osvajaju nagrade i priznanja na manifestacijama u zemlji, ali i inozemstvu. Svake godine održavaju tradicionalne koncerte u Solinu na kojima pokazuju plodove svog upornog rada. Uz sve koncerte lokalnog karaktera, u Solinu se već više od deset godina održava i međunarodni festival etno glazbe Ethnoambient, koji ugošćuje glazbenike iz cijelog svijeta. Od 2005. godine u Solinu se održava i međunarodna izožba karikatura. U gradu postoje javna knjižnica, izložbena galerija, kino dvorana, a kulturne se aktivnost često odvijaju i na otvorenome, posebice u Gradini.
Solinjani mogu s pravom reći da žive u sportskom gradu. Gotovo je 10 % stanovništva registrirano u profesionalnim ili amaterskim sportskim klubovima, što iznosi preko 1500 stanovnika. Najpoznatija sportska drustva su ŽRK Solin (ranije Piaggio, Salonaštit i Lipovac) koji već nekoliko godina nastupa u 1. HRL gdje je pri samom vrhu u svim uzrastima, od kadetkinja do seniorki. Njihovi muški kolege RK Solin od 2005. su također u 1. HRL. Od nogometnih predstavnika Solin ima NK Solin koji je u 2. HNL, u kojoj obično prvenstvo završava u gornjoj polovici ljestvice, te NK Sloga i NK Omladinac koji nasupaju u županijskim ligama.
Solidne rezultate postižu i košarkaši, muški KK Solin u A2jug ligi i ženski KK Salona u jedinstvenoj A2 ligi. Ipak, jedan od najuspješnijih sportskih klubova je onaj streljački "Dalmacijacement" koji je dao i daje mnoge prvake i prvakinje Hrvatske, ali i svjetsku prvakinju, Vesnu Domazet (danas Vitez). Čelni čovjek tog kluba, Siniša Vitez je izbornik hrvatske streljačke reprezentacije s kojom je polučio mnogo uspjeha. Prvi Hrvat koji je biciklom obišao svijet također je Solinjanin, Ante Tokić. On je od 1991-1995. za vrijeme Domovinskog rata u misiji Za mir u Hrvatskoj biciklom prošao kroz 56 zemalja svijeta i dao više od tisuću intervjua svjetskim medijima moleći svijet da zaustavi rat. U Solinu djeluju i poznati šahovski klub "DC Mravince" koji je bio prvak Hrvatske nekoliko puta, zatim teniski klub, judaški klub itd. Sve je više mladih koji se uključuju u rad klubova i postižu značajne rezultate, a neki od njih postanu i dio velikih i moćnih klubova kao npr. Joško Jeličić (nekadašnji igrač Hajduka i Dinama), Kristina Franić (mlada i perspektivna rukometašica Podravke i hrvatske reprezentacije), Andrija Žižić (košarkaš, bivši igrač splitskih "žutih",  igrač Barcelone i hrvatske reprezentacije), itd. U Solinu se također nalazi i klub sinkroniziranog plivanja pod nazivom Sinkro Labudet koji se održava na bazenima na Poljudu. Na Japirku se pokraj OŠ Kraljica Jelena dogodine planira izgradnja velikog bazena na kojeg će se i prebaciti Sinkro Labudet.
U Solinu također postoji i gimnastički klub. GK."Salto" je osnovan 2006 g. i održava treninge u dvorani Doma kulture u Mravincima. Božićno-novogodišnji malonogometni turnir 'Solin'  održava se od 1998.
Automobilizam je zastupljen klubom AK Solin.

## Znamenitosti
Među znamenitosti spadaju: bazilika sv. Petra i Mojsija, u narodu poznata kao Šuplja crkva, antička Salona, Sutikva, Gašpina mlinica, Gradina te drugi antički, srednjovjekovni i novovjekovni lokaliteti.

## Zanimljivosti
- Grad Solin je imao opskrbu električnom energijom čak prije Splita. Tvornica Deseti kolovoz napajala se električno energijom iz elektrane sagrađene 1904. na izvoru rijeke Jadro, te su se iz iste elektrane, strujom opskrbljivale i kuće u blizini izvora. Elektrana i danas postoji, samo nije u funkciji nekoliko godina (pretpostavlja se zbog velikih troškova održavanja i male isplativosti)
- U rijeci Jadro živi endemska podvrsta, mekousna pastrva poznata kao Solinka (latinski: Salmo obtusirostris salonitana). Prije tridesetak godina u Jadru su obitavali i riječni rakovi, što je bio dokaz o čistoći vode. Rakovi su odjednom nestali. Uzrok je moguće onećišćenje te betoniranje i uređivanje obale rijeke.

Osim Solinke u Jadru žive kalifornijske pastrve te jegulje. 
- Uz obalu Jadra mogu se vidjeti i rijetka stabla močvarnog čempresa.

## Poznate osobe
- Dioklecijan, (lat. Gaius Aurelius Valerius Diocletianus; Gaj Aurelije Valerije Dioklecijan), rimski car
- Toni Kljaković, hrv. pjevač
- Toma Podrug, hrvatski književnik
- Lovre Katić, hrv. svećenik, arheolog i književnik[7]
- Ivan Radić, hrvatski prvoligaški i međunarodni nogometni sudac
- Jozo Kljaković, hrvatski slikar, pisac
- Ivan Mužić, hrvatski povjesničar i publicist
- Nikola Kalinić, hrvatski nogometni reprezentativac
- Joško Jeličić, hrvatski nogometni reprezentativac
- Ljubo Boban, hrvatski povjesničar i akademik HAZU
- Kristina Elez, hrvatska rukometašica
- Ivana Kapitanović, hrvatska rukometna vratarka
- Miro Podrug, športski novinar, član HZSN I AIPS-a
- Ante Vetma, hrvatski športski djelatnik, u nogometu, malom nogometu, rukometu; igrač, organizator, sudac
- Alen Jakšić, hrv. nogometni sudac
- Nikola Bekavac, hrv. nogometni sudac

## Vanjske poveznice
- Službena stranica grada Solina
- Virtualni muzej Grada Solina  Arhivirana inačica izvorne stranice od 5. prosinca 2020. (Wayback Machine)